# 會田茂一
會田 茂一（あいだ しげかず、1968年12月4日 - ）は、日本の音楽家。音楽プロデューサー。東京都出身。通称アイゴン。血液型B型。
ライブ、レコーディングのサポート、プロデュースやリミックスなども行う。『けものがれ、俺らの猿と』『スクラップ・ヘブン』など、映画の音楽監督も手がける。木村カエラ「リルラ リルハ」の音楽プロデューサーを務める。2000年からSPACE SHOWER TVの番組『LIVE SHOWER PHANTOM』の司会も担当。

## 経歴
1989年、明治学院大学在学中から、ギタリストとしての活動を始める。当時まだ学生であったがGO-BANG'Sのギターのオーディションを受けた。しかし若かったために帰されたこと、その後、GO-BANG'Sがフジテレビの『夜のヒットスタジオ』に出演した際、当時のサポート・ギタリスト、コウが放送当日、地方にいたため放送時間に間に合わないことを危惧し、會田が代役としてスタジオに呼ばれ出演準備をしていたが、コウが間に合い、會田は結局出演しなかった逸話もある。
1990年12月31日〜1991年1月1日に開催され、UNICORN、GO-BANG'Sなどが出演した年越しライブ「ゆく年くる年 TOBI-KIRI BATTLE ROCK 90-91」に、当時のGO-BANG'Sのサポートギタリスト、谷信雄の代役として出演、演奏した。
1993年、朝本浩文らとRam Jam Worldで活動。同時期1994年までGO-BANG'Sの正式サポート・ギタリストとしてライブ・レコーディングに参加。その後、LOW IQ 01、堀江博久とのバンド・ACROBAT BUNCH、1991年からの柚木隆一郎とのEL-MALOなどの活動を経て、1999年ソロプロジェクトFOEを開始、同年からGO GO KING RECORDERSの活動に参加。
2003年、高桑圭（GREAT3）とHONESTYを結成。中村達也率いるLOSALIOSのレコーディングに参加。
2008年、EL-MALOを脱退。ソロ・アルバム『SO IT GOES』リリース。
2010年3月、以前から音楽プロデューサーとして参加していたHiGEに突然「今日から俺も髭だ!」と強行加入宣言に対し「髭を生やしたらいい」とバンドからの条件の下に正式加入。2013年12月13日脱退。2015年からDUBFORCEに参加。

## 主な仕事

### 楽曲提供／プロデュース
- 木村カエラ
- HiGE
- 電気グルーヴ
- Chocolat
- 少年ナイフ
- ZEPPET STORE
- CHARA
- bloodthirsty butchers
- MO'SOME TONEBENDER
- BOAT
- BONNIE PINK
- YUKI
- HALCALI
- POLYSICS
- 古市コータロー
- 東京スカパラダイスオーケストラ
- 堂島孝平（GO-GO-KING RECORDERS）
- SHAKKAZOMBIE
- SUPER SOUL SONICS
- GO!GO!7188
- ユンナ
- スネオヘアー
- 新垣結衣
- プリングミン
- 布袋寅泰
- 櫻井敦司
- シュノーケル
- ベイビーレイズJAPAN
- あいみょん
- 月ノ美兎
- 岩崎優也（元SUNNY CAR WASH）
- Eri

### 参加作品
- 1997「ぼくらの勇気 未満都市」
- 2000「池袋ウエストゲートパーク」
- 2002「オルファクトグラム」
- 2002「けものがれ、俺らの猿と」
- 2020「アクダマドライブ」
- 2023「サンクチュアリ-聖域-」
- 2025「風のふく島」